# 말레이시아의 코로나19 범유행
다음은 말레이시아에서의 코로나바이러스감염증-19 유행에 관한 설명이다.

## 경과
이웃 나라인 싱가포르에서 감염된 사람과 접촉한 후 1월 24일 조호르바루에 있는 한 호텔에서 8명의 중국인이 검역되었다. 바이러스 진단에 대해 음성 초기 보고서에도 불구하고, 1월 25일, 그 중 3명은 확진을 받았다.

## 같이 보기
- 아시아의 코로나19 범유행